# Президентські вибори в Нігерії 2023

Результати за штатами

 Президентські вибори в Нігерії пройшли 25 лютого 2023 року. На них були обрані президент Нігерії, члени Сенату та депутати Палати представників.

## Результати
| Кандидат                     | Кандидат                     | Партія                         | Голоси     | %     |
| ---------------------------- | ---------------------------- | ------------------------------ | ---------- | ----- |
|                              | Бола Тінубу                  | Загальний прогресивний конгрес | 8,794,726  | 37.62 |
|                              | Атіку Абубакар               | Народно-демократична партія    | 6,984,520  | 29.88 |
|                              | Пітер Обі                    | Лейбористська партія           | 6,101,53   | 26.10 |
|                              | Рабіу Кванквасо              | Нова народна партія Нігерії    | 1,496,687  | 6.40  |
| Недійсних/порожніх бюлетенів | Недійсних/порожніх бюлетенів | Недійсних/порожніх бюлетенів   | 1 289 607  | –     |
| Усього                       | Усього                       | Усього                         | 23 377 466 | 100   |
| Зареєстрованих виборців/Явка | Зареєстрованих виборців/Явка | Зареєстрованих виборців/Явка   | 93 469 008 | 34,75 |
| Джерело:                     |                              |                                |            |       |